# Embraer EMB 110 Bandeirante
Embraer EMB 110 Bandeirante je dvomotorno turbopropelersko regionalno potniško letalo brazilskega proizvajalca Embraer. Kapaciteta je 15-21 potnikov, dolet pa okrog 1200 kilometrov. Veliko se uporablja tudi v vojski.
EMB 110 je zasnoval francoski konstruktor Max Holste. Namen je bil zgraditi večnamensko civilno/vojaško letalo z nizkimi stroški obratovanja in visoko zanesljivostjo. 
Prvi prototip YC-95 je prvič poletel 26. oktobra 1968. Kasneje je Embraer razil večje (30 sedežno) in hitrejše letalo EMB 120 Brasilia.

## Specifikacije (EMB 110P1A/41)
Podatki iz Jane's All The World's Aircraft 1988–89<
Splošne karakteristike
- Posadka: 2
- Število sedežev: 18 potnikov
- Dolžina: 15,10 m (49 ft 6½ in)
- Razpon kril: 15,33 m (50 ft 3½ in)
- Višina: 4,92 m (16 ft 1¾ in)
- Površina kril: 29,10 m² (313,2 ft²)
- Aeroprofil: NACA 23016(mod) v korenu, NACA 23012 (mod) na koncu krila
- Vitkost: 8,1:1
- Teža praznega letala: 3393 kg (7480 lb)
- Maks. vzletna teža: 5900 kg (13010 lb)
- Pogon letala: 2 ×  turboprop Pratt & Whitney Canada PT6A-34, 559 kW (750 KM)  vsak

 Zmogljivost 
- Potovalna hitrost: 341 km/h (184 vozlov, 212 mph) - ekonomično križarjenje na višini 3050 m (10000 ft)
- Doseg: 1964 km (1060 nm, 1220 mi)
- Višina leta: 6550 m (21500 ft)
- Hitrost vzpenjanja: 8,3 m/s (1640 ft/min)